# Света Мария Магдалена (църква в Париж)
Църквата „Сент Мари-Мадлен“ („Света Мария Магдалена“) (на френски: église Sainte Marie-Madeleine), наричана още „Църквата на Мадлен“ или само „Ла Мадлен“ („Мадлената“) е църква в Париж.
Намира се на площад Плас дьо ла Мадлен в 8-и парижки район. Сградата е издигната в неокласически архитектурен стил. На юг от църквата се намира площад Конкорд, а на изток - площад Вандом. В непосредствена близост е едноименната спирка на метрото „Мадлен“.

## История
Сградата има интересна история. Сега е католически храм. Идеята е била на това място да се построи храм на славата на армията на Наполеон I. Строежът започва през 1806. През 1837 е предложено сградата да бъде железопътна гара, а през 1845 окончателно е решено да бъде храм.
Строежът се проточва 85 години поради политическата нестабилност на Франция в края на XVIII век – началото на XIX век. Строителството започва при Луи XV. Кралят лично полага първия камък от строежа на 3 август 1763. В чест на Луи XV е построен площад Конкорд. Площадът на края на улица Рю дьо Роял (rue de Royale) тогава е носел името на краля – площад Луи XV. В съответствие с монументалните сгради на площад Конкорд, новата сграда трябвало да оформи гледката от площад Конкорд по Рю дьо Роял.

## Архитектура
Издигната е в неокласически стил. Като модел е послужила сградата Ла Мезон каре - Квадратната къща в град Ним в Южна Франция. Размери: дължина - 108 м, ширина - 43 м, брой колони - 52, коринтски стил, всяка висока 19,5 м.
В наши дни църквата „Св. Мария Магдалена“ е част от Бенедиктинското абатство (Benedictine abbey).